# Flarkmyrtjärnarna
Flarkmyrtjärnarna är en sjö i Arvidsjaurs kommun i Lappland och ingår i Åbyälvens huvudavrinningsområde.